# Mesothisa ozola
Mesothisa ozola là một loài bướm đêm trong họ Geometridae.